# HiperMAN
HiperMAN es un estándar creado por el Instituto Europeo de Normas de Telecomunicaciones (ETSI) dirigido principalmente para proveer DSL inalámbrica de banda ancha, cubriendo un área geográfica grande. Se considera una alternativa europea a WiMAX y a la coreana WiBro.
La estandarización se centra en soluciones de banda ancha optimizadas para el acceso en bandas de frecuencias inferiores a los 11 GHz (principalmente en la banda de los 3,5 GHz). Más concretamente, este estándar opera entre el rango de frecuencias de 2 a 11 GHz y está optimizado para redes de conmutación de paquetes, soportando aplicaciones fijas y móviles, y orientado sobre todo a usuarios residenciales y pequeños/medianos negocios. 
HiperMAN se ha desarrollado con una gran cooperción del estándar 802.16 ya que pose las mismas capas física y MAC, del tal forma que el estándar HiperMAN y el estándar 802.16a son interoperables entre sí, por lo que ambas comparten ventajas e inconvenientes. HiperMAN es capaz de soportar ATM, aunque el objetivo principal es el tráfico IP. Éste ofrece varias categorías de servicio, calidad de servicio completa (QoS), una fuerte seguridad, adaptación rápida de la codificación, modulación y potencia a transmitir según las condiciones de propagación y permite la conexión entre dispositivos que no se encuentren en la misma línea de visión.

## HiperMAN Equipo
- Infinet Wireless
- Aperto
- EION

- Datos: Q2485762